# Вязкость суспензии
Относительная вязкость суспензии {\displaystyle \eta }  (отношение вязкости суспензии к вязкости дисперсионной среды)  зависит от многих факторов: температуры T, степени дисперсности, объемной доли {\displaystyle \varphi } дисперсной фазы, скорости сдвига (градиента скорости) {\displaystyle {\dot {\gamma }}} и времени действия сдвигового напряжения (в случае наличия релаксационных эффектов – тиксотропии или реопексии).

## Формула Кригера
Зависимость относительной вязкости суспензии {\displaystyle \eta } от объемной доли дисперсной фазы {\displaystyle \varphi } при постоянной скорости сдвига описывается формулой Кригера:
{\displaystyle (1)\qquad \eta =\left(1-{\frac {\varphi }{\varphi _{0}}}\right)^{-\varphi _{0}[\eta ]}}
Где {\displaystyle [\eta ]}– характеристическая вязкость, {\displaystyle \varphi _{0}} – максимальное количество твердой фазы, которое можно ввести в суспензию; при этом вязкость суспензии стремится к бесконечности.
Эта формула выведена из следующих посылок 
A)    При объемной доле твердой фазы, стремящейся к нулю, относительная вязкость суспензии стремится к единице, а ее производная по объемной доле дисперсной фазы – к характеристической вязкости:
{\displaystyle (2)\qquad {\begin{cases}\eta (0)=1\\{d\eta (0) \over d\varphi }=[\eta ]\end{cases}}}
B)  {\displaystyle \eta (\varphi )}должна удовлетворять функциональному уравнению Кригера [1]:
{\displaystyle (3)\qquad \eta {\bigl (}\varphi _{1}+\varphi _{2}{\bigr )}=\eta (\varphi _{1})\eta \left({\frac {\varphi _{2}}{1-\varphi _{1}/\varphi _{0}}}\right)}
Где {\displaystyle \varphi _{1}} и  {\displaystyle \varphi _{2}} – объемные доли одного и того же компонента, вводимые по частям.

Заменяя в уравнении (3) {\displaystyle \varphi _{1}} на {\displaystyle \varphi }, а {\displaystyle \varphi _{2}} на дифференциал {\displaystyle d\varphi }, получим дифференциальное уравнение, решение которого, с учетом начальных условий (2) и есть формула Кригера (1).

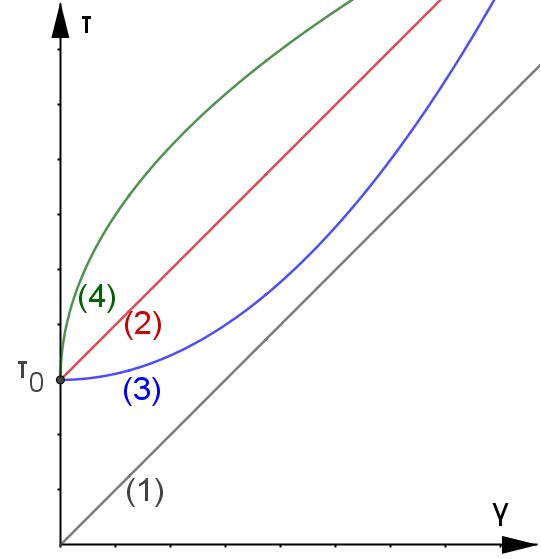
Рис.1. Типы кривых течения

Обобщение формулы Кригера на случай многокомпонентной суспензии имеет вид:
{\displaystyle (4)\qquad \eta =\left(1-\sum _{i=1}^{n}{\frac {\varphi _{i}}{\varphi _{0,i}}}\right)^{-{\overline {\varphi }}_{0}[{\overline {\eta }}]}}
где {\displaystyle [{\overline {\eta }}]} – среднеобъемная характеристическая вязкость  {\displaystyle [{\overline {\eta }}]={\frac {\sum [\eta _{i}]\varphi _{i}}{\varphi }}},
{\displaystyle {\overline {\varphi _{0}}}} – среднегармоническая предельная концентрация  {\displaystyle {\overline {\varphi _{0}}}={\frac {\varphi }{\sum \varphi _{i}/\varphi _{0,i}}}},
{\displaystyle \varphi } – суммарная объемная доля твердой фазы {\displaystyle \varphi =\sum \varphi _{i}}. 

## Типы кривых течения
Кривые течения – графики зависимости сдвигового напряжения {\displaystyle \tau } от скорости сдвига {\displaystyle {\dot {\gamma }}}.

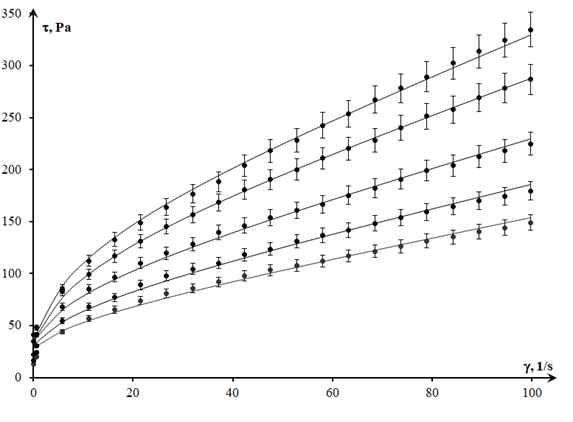
Рис. 2 Зависимость напряжения сдвига от скорости сдвига для дисперсий окиси хрома по данным [4]. Различные кривые соо тветствуют различным концентрациям дисперсной фазы.

На рис. 1 схематично показаны 4 различные типа кривых течения:
(1)  – ньютоновская жидкость,
(2)  – бингамовский пластик,
(3)  – дилатантная суспензия,
(4)  – структурно-вязкая (псевдопластичная) суспензия,
{\displaystyle \tau _{0}} – предел текучести.

Обобщенную формулу Кригера (4) можно использовать для количественного описания всех типов кривых течения, если принять следующие предположения:[4]:
1. Однокомпонентную суспензию можно рассматривать как систему, состоящую из двух фракций: одиночных зерен суспензии и их димеров, причем одиночным зернам и их димерам соответствуют различные значения параметров {\displaystyle [\eta ]} и {\displaystyle \varphi _{0}};
2. Димеризацию одиночных зерен можно рассматривать как реакцию с константой скорости {\displaystyle k_{1}}, распад димеров – как реакцию с константой скорости, линейно зависящей от скорости сдвига {\displaystyle {\dot {\gamma }}}:   {\displaystyle k=k_{2}+k_{3}{\dot {\gamma }}}

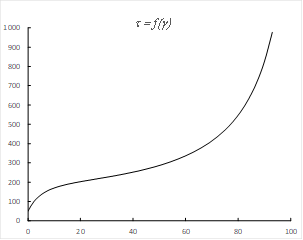
Рис.3. N-образная кривая (псевдопластичное течение сменяется на дилатантное)

Любой скорости сдвига соответствуют свои равновесные концентрации одиночных зерен и димеров, исходя из которых, можно вычислить зависимость напряжения сдвига {\displaystyle \tau } от скорости сдвига {\displaystyle {\dot {\gamma }}}.с помощью следующей формулы:
(5)               {\displaystyle \tau =\tau _{0}+\eta _{0}{\dot {\gamma }}\left(1-{\frac {\varphi _{1}}{\varphi _{01}}}-{\frac {\varphi _{2}}{\varphi _{02}}}\right)^{-{\tfrac {[\eta _{1}]\varphi _{1}+[\eta _{2}]\varphi _{2}}{\varphi _{1}/\varphi _{01}+\varphi _{2}/\varphi _{02}}}}},
где {\displaystyle \varphi _{1}={\sqrt {\varkappa ^{2}+2\varkappa \varphi }}-\varkappa },   {\displaystyle \varphi _{2}=\varphi -\varphi _{1}},  при этом  {\displaystyle \varkappa =\varkappa _{0}+\varkappa _{1}{\dot {\gamma }}} – параметр, связанный с константой равновесия между одиночными зернами и их димерами и линейно зависящий от скорости сдвига.
Формула (5) хорошо согласуется с экспериментальными данными (рис. 2).
Однако существуют суспензии, в которых характер течения меняется с ростом скорости сдвига: псевдопластичное поведение сменяется дилатантным ([5]) или наоборот. Для описания таких систем необходимо учитывать образование не только димеров зерен дисперсной фазы, но и их тримеров. В этом случае кривые течения при определенных значениях параметров приобретают точку перегиба, т.е. принимают S- или N-образную форму (рис. 3 и 4)

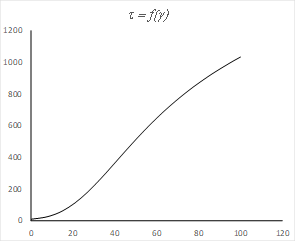
Рис. 4. S-образная кривая (дилатантное течение сменяется на псевдопластичное)